# Holoteca

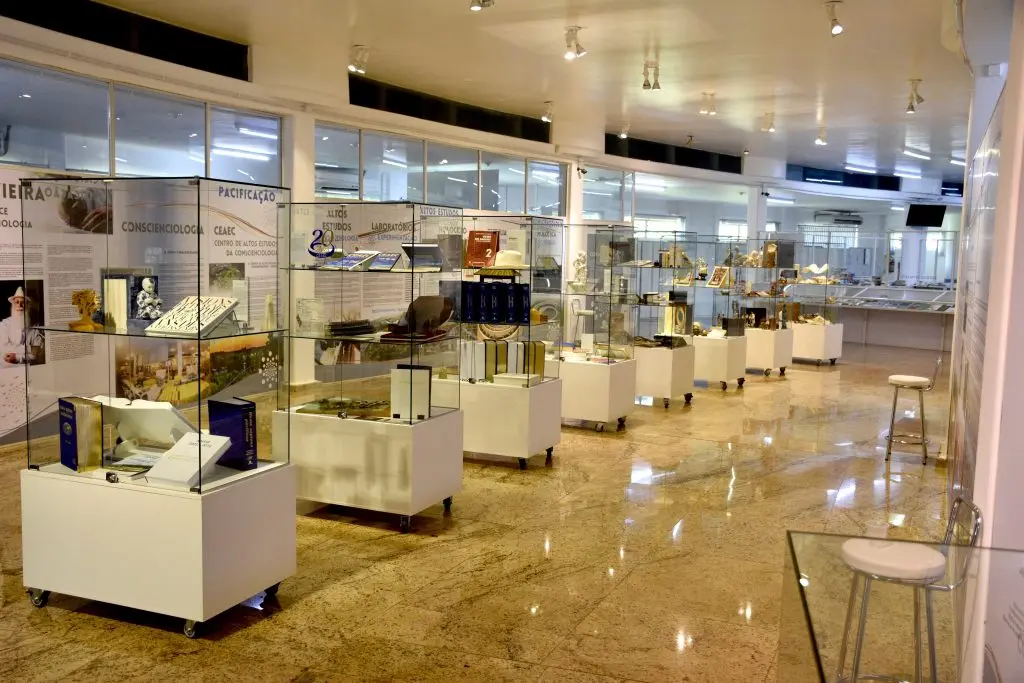
Exposição da Holoteca em Foz do Iguaçu - PR

Holoteca (hólos- do gr. "todo", "inteiro" e -theca do lat. ou thékê do gr. "colecção", "local de armazenamento") é uma coleção, sistematizada, que tenta reunir todos os artefatos referentes ao conhecimento humano, diferenciando-se assim, de uma biblioteca, onde há somente livros. Uma holoteca pode dispor por exemplo de moedas , materiais geológicos (geoteca), biológico (bioteca), revistas em quadrinhos (gibiteca), dicionários (lexicoteca), periódicos (hemeroteca), entre inúmeros outros, que fazem parte do legado cultural, científico e histórico do planeta.
Holoteca histórica foi fundada por Vicencio Juan de Lastanosa, intelectual espanhol do século XV, que reuniu artefatos do saber com esse tipo de catalogação.
Um exemplo de holoteca é a de Foz do Iguaçu, projetada pelo arquiteto Oscar Niemeyer em meados de 2008 e que possui mais de 250 coleções em seu acervo, denominadas tecas.

## Listagem de tecas
1. Abjuncioteca.
2. Abjuroteca.
3. Abstratoteca.
4. Abstrusoteca.
5. Absurdoteca.
6. Administroteca.
7. Aforismoteca.
8. Afroteca.
9. Agrilhoteca.
10. Agroteca.
11. Almanacoteca.
12. Analiticoteca.
13. Analogoteca.
14. Anatomoteca.
15. Androteca.
16. Antissomaticoteca.
17. Antropoteca.
18. Anuarioteca.
19. Apriorismoteca.
20. Argumentoteca.
21. Aristocracioteca.
22. Arqueoteca.
23. Arquitetoteca.
24. Artesanatoteca.
25. Artisticoteca.
26. Assistencioteca.
27. Astrobioteca.
28. Astronauticoteca.
29. Astronomoteca.
30. Atencioteca.
31. Autografoteca.
32. Bannerteca.
33. Belicosoteca.
34. Biblioteca.
35. Bigorexioteca.
36. Biografoteca.
37. Bioteca.
38. Bizarroteca.
39. Botanicoteca.
40. Brinquedoteca.
41. Bulimioteca.
42. Cacofatoteca.
43. Cartofilioteca.
44. Catalogoteca.
45. Celibatoteca.
46. Ciencioteca.
47. Cinemateca.
48. Cinismoteca.
49. Coerencioteca.
50. Cognopolioteca.
51. Cognoteca.
52. Comicoteca.
53. Comunicoteca.
54. Comunitarioteca.
55. Conflitoteca.
56. Conscienciometroteca.
57. Consciencioteca.
58. Consciencioterapeuticoteca.
59. Controversoteca.
60. Convivioteca.
61. Cordelteca.
62. Correlacionoteca.
63. Cosmoconsciencioteca.
64. Cosmoeticoteca.
65. Cosmoteca.
66. Criativoteca.
67. Criminoteca.
68. Criptoteca.
69. Criticoteca.
70. Cronoteca.
71. Culinarioteca.
72. Culturoteca.
73. Curiosoteca.
74. Datilioteca.
75. Datiloteca.
76. Dedicatorioteca.
77. Democracioteca.
78. Desenhoteca.
79. Despertoteca.
80. Desportoteca.
81. Dessomatoteca.
82. Dialeticoteca.
83. Diarioteca.
84. Didaticoteca.
85. Dietoteca.
86. Diplomacioteca.
87. Discernimentoteca.
88. Discoteca.
89. Dissidencioteca.
90. Distimicoteca.
91. Documentoteca.
92. Dogmaticoteca.
93. Economoteca.
94. Ecoteca.
95. Efemeroteca.
96. Egitoteca.
97. Egoteca.
98. Elencoteca.
99. Eletricoteca.
100. Eletronicoteca.
101. Eloquencioteca.
102. Encicloteca.
103. Energoteca.
104. Enigmaticoteca.
105. Entomoteca.
106. Enumeroteca.
107. Epicentroteca.
108. Epidemioteca.
109. Epigrafoteca.
110. Epistolografoteca.
111. Ergonomoteca.
112. Estatisticoteca.
113. Estereogramoteca.
114. Estiloteca.
115. Eticoteca.
116. Etioteca.
117. Etiquetoteca.
118. Evolucioteca.
119. Experimentoteca.
120. Extrafisicoteca.
121. Extraterrestoteca.
122. Fanzinoteca.
123. Farmacoteca.
124. Fatoteca.
125. Fenomenoteca.
126. Fichoteca.
127. Filatelioteca.
128. Filosofoteca.
129. Fisicoteca.
130. Fisioteca.
131. Fitoteca.
132. Flamuloteca.
133. Fobioteca.
134. Folcloteca.
135. Fonoteca.
136. Fototeca.
137. Fozteca.
138. Fruticulturoteca.
139. Geneticoteca.
140. Geografoteca.
141. Geoteca.
142. Gerontoteca.
143. Gibiteca.
144. Ginoteca.
145. Gliptoteca.
146. Globoteca.
147. Grafopensenoteca.
148. Gramaticoteca.
149. Gregarioteca.
150. Hemeroteca.
151. Heraldicoteca.
152. Hermeneuticoteca.
153. Heuristicoteca.
154. Hidroteca.
155. Higienoteca.
156. Hiperespaçoteca.
157. Hipnoticoteca.
158. Historioteca.
159. Holisticoteca.
160. Holoteca.
161. Homileticoteca.
162. Homoteca.
163. Iconoteca.
164. ICteca.
165. Ideoteca.
166. Idiomaticoteca.
167. Imageticoteca.
168. Imagisticoteca.
169. Infantoteca.
170. Infortunioteca.
171. Infoteca.
172. Intelectoteca.
173. Interassistencioteca.
174. Intermissioteca.
175. Inventarioteca.
176. Invexoteca.
177. Iogoteca.
178. Jubilacioteca.
179. Juridicoteca.
180. Laboroteca.
181. Lexicoteca.
182. Linguisticoteca.
183. Literaturoteca.
184. Logicoteca.
185. Ludoteca.
186. Macrossomaticoteca.
187. Malacoteca.
188. Mapoteca.
189. Matematicoteca.
190. Materpensenoteca.
191. Maturoteca.
192. Mecanoteca.
193. Medalhisticoteca.
194. Medicinoteca.
195. Mensuroteca.
196. Mentalsomaticoteca.
197. Mercosuloteca.
198. Metafisicoteca.
199. Metapsicoteca.
200. Metodoteca.
201. Microbioteca.
202. Midiateca.
203. Miniaturoteca.
204. Minoroteca.
205. Mitoteca.
206. Mnemoteca.
207. Monitoroteca.
208. Monopolioteca.
209. Musicoteca.
210. Neologisticoteca.
211. Neonatoteca.
212. Neuroteca.
213. Nosoteca.
214. Notafilioteca.
215. Numismaticoteca.
216. Nutroteca.
217. Odontoteca.
218. Oniroteca.
219. Onomasticoteca.
220. Ontoteca.
221. Orismoteca.
222. Pacificoteca.
223. Paleontoteca.
224. Panfletoteca.
225. Paradoxoteca.
226. Parapsicoteca.
227. Patopensenoteca.
228. Pedagogoteca.
229. Pensenoteca.
230. Psicoteca.
231. Periodicoteca.
232. Pesquisoteca.
233. Pinacoteca.
234. Plagioteca.
235. Poeticoteca.
236. Polemoteca.
237. Politicoteca.
238. Potencioteca.
239. Precognoteca.
240. Primatoteca.
241. Prioroteca.
242. Problematicoteca.
243. Proexoteca.
244. Projecioteca.
245. Prosisticoteca.
246. Pseudoteca.
247. Psicografoteca.
248. Psicopaticoteca.
249. Psicossomaticoteca.
250. Psicoteca.
251. Qualitoteca.
252. Radioteca.
253. Raroteca.
254. Recexoteca.
255. Recordoteca.
256. Regressoteca.
257. Ressomaticoteca.
258. Reurbanoteca.
259. Ritoteca.
260. Roboticoteca.
261. Segurançoteca.
262. Semioteca.
263. Serenoteca.
264. Seriexoteca.
265. Sexoteca.
266. Simboloteca.
267. Sinaleticoteca.
268. Sincronoteca.
269. Sindromoteca.
270. Sinoteca.
271. Socioteca.
272. Somaticoteca.
273. Sonoteca.
274. Superlativoteca.
275. Tabacoteca.
276. Taxoteca.
277. Teaticoteca.
278. Teatroteca.
279. Tecnoteca.
280. Tecnotronicoteca.
281. Tertulioteca.
282. Teologoteca.
283. Teosofoteca.
284. Teoteca.
285. Terapeuticoteca.
286. Teratoteca.
287. Toxicoteca.
288. Trafaroteca.
289. Traforoteca.
290. Turismoteca.
291. Ufoteca.
292. Utensilioteca.
293. Verponoteca.
294. Videoteca.
295. Volicioteca.
296. Voluntarioteca.
297. Xerocopioteca.
298. Zooteca.